# Jinghu (Wuhu)
Der Stadtbezirk Jinghu (chinesisch 镜湖区, Pinyin Jìnghú Qū) ist ein Stadtbezirk der bezirksfreien Stadt Wuhu in der chinesischen Provinz Anhui. Er hat eine Fläche von 116,4 km und zählt 572.000 Einwohner (Stand: Ende 2018). Er ist Zentrum und Sitz der Stadtregierung von Wuhu.

## Administrative Gliederung
Auf Gemeindeebene setzt sich der Stadtbezirk aus elf Straßenvierteln zusammen. 